# 毛茛耧斗菜白粉菌
毛茛耧斗菜白粉菌（学名：Erysiphe aquilegiae var. ranunculi）是属于白粉菌目白粉菌科白粉菌属的一种真菌，寄生在毛茛科植物上。该种分布于中国、日本、印度、俄罗斯、芬兰、波兰、英国、罗马尼亚、挪威、新西兰、瑞典、奥地利、德国等地。